# Aurélie Lacour
Pour les articles homonymes, voir Lacour.
Aurélie Lacour, née le 24 juin 1984 à Trappes, est une gymnaste rythmique française.
Elle est sacrée championne de France du concours général en 2000, 2001, 2002 et 2003.